# Turning Point (2021)
Pour les articles homonymes, voir Turning Point.
Turning Point est un pay-per-view de catch professionnel organisé par la fédération de catch Impact Wrestling (anciennement TNA), il est le quinzième événement de la chronologie des Turning Point.
L’événement se déroule le 20 novembre au Sam's Town Live à Las Vegas dans le Nevada en direct sur Impact Plus.

## Contexte
Cet événement de catch professionnel présente différents matchs impliquant des catcheurs heel (méchant) et face (gentil), ils combattent sous un script écrit à l'avance.

## Tableau des matches
| Ordre par numéros | Résultat                                                                                        | Stipulation(s)                                                 | Temps |
| --- | ----------------------------------------------------------------------------------------------- | -------------------------------------------------------------- | ----- |
| 1P | FinJuice (David Finlay et Juice Robinson) battent Raj Singh et Rohit Raju                       | Tag Team Match                                                 | 8:19  |
| 2P | Jordynne Grace (c) bat Chelsea Green                                                            | Match simple pour le Impact Digital Media Championship         | 8:14  |
| 3 | Chris Sabin bat Ace Austin (avec Madman Fulton)                                                 | Match simple                                                   | 12:58 |
| 4 | Violent by Design (Eric Young et Joe Doering) (avec Deaner) battent Heath et Rhino              | Tag Team Match                                                 | 7:51  |
| 5 | Rich Swann (avec Willie Mack) bat VSK (avec Zicky Dice)                                         | Match simple                                                   | 6:08  |
| 6 | W. Morrissey bat Matt Cardona                                                                   | Match simple                                                   | 8:54  |
| 7 | The IInspiration (Cassie Lee et Jessica McKay) (c) battent Decay (Havok et Rosemary)            | Tag Team Match pour les Impact Knockouts Tag Team Championship | 10:21 |
| 8 | Trey Miguel (c) bat Laredo Kid contre Steve Maclin                                              | Match simple pour le Impact X Division Championship            | 8:53  |
| 9 | Mickie James (c) bat Mercedes Martinez                                                          | Match simple pour le Impact Knockouts Championship             | 9:28  |
| 10 | The Good Brothers (DOC Gallows et Karl Anderson) (c) battent Bullet Club (Chris Bey et Hikuleo) | Tag Team Math pour les Impact World Tag Team Championship      | 7:42  |
| 11 | Moose (c) bat Eddie Edwards                                                                     | Match simple pour le Impact World Championship                 | 31:34 |
| La lettre C placée entre parenthèses désigne la personne ou l’équipe championne en titre. P – indique que le match a eu lieu lors du pré-show |                                                                                                 |                                                                |       |